# Tourisme musical aux États-Unis
 (octobre 2006).
Le tourisme musical aux États-Unis recouvre la visite des nombreux musées consacrés à la musique et des hauts lieux de la musique ; lieux de création et salles de concerts. Ceux-ci sont particulièrement nombreux aux États-Unis qui ont vu naître un grand nombre de styles musicaux du XIXe siècle et surtout du XXe siècle (blues, jazz, ragtime, rock, rap...) qui se sont ensuite répandus à travers le monde.

## Le jazz

### La Nouvelle-Orléans

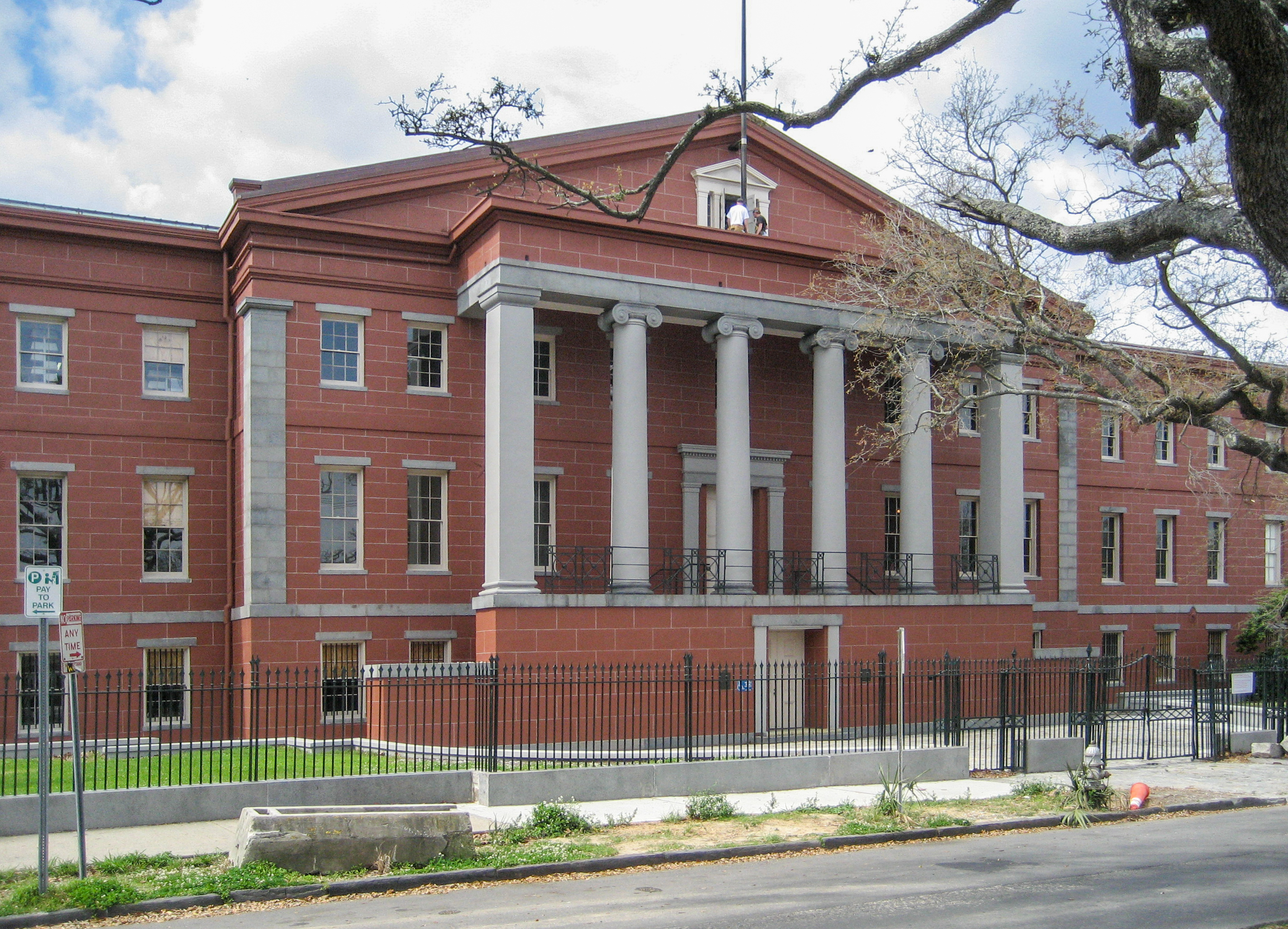
Musée du Jazz de La Nouvelle-Orléans

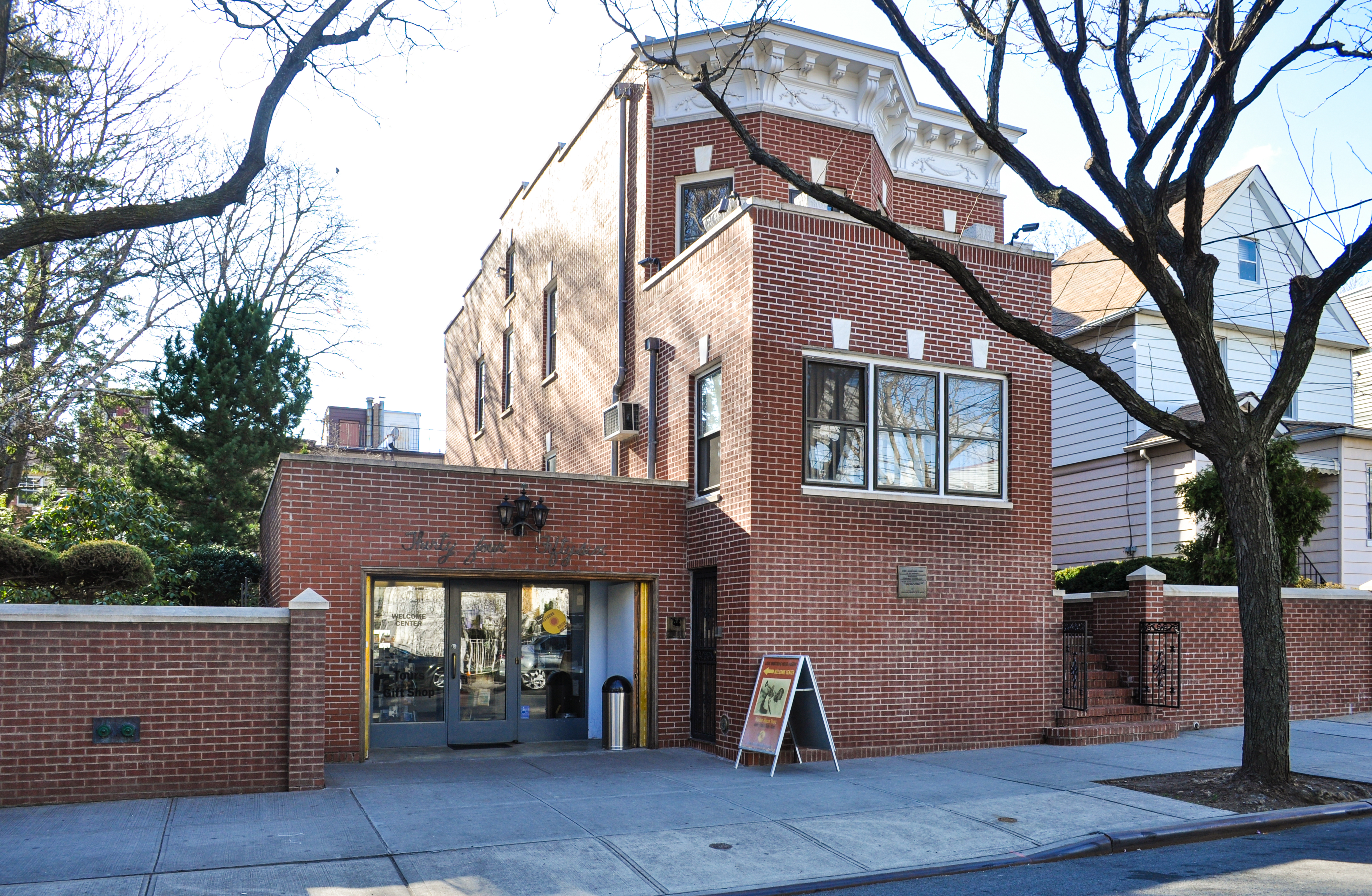
Maison musée de Louis Armstrong de New York

Le jazz est considéré par certains le style de musique le plus notable, le plus influent et le plus novateur qui soit né aux États-Unis. La Nouvelle-Orléans, en Louisiane, s'est acquis la réputation d'en être le berceau. Pas une ville, à l'exception peut-être de New York, n'a reçu plus d'amoureux du jazz qu'elle.
- Musée du Jazz de La Nouvelle-Orléans
- Après le cyclone Katrina qui a ravagé Crescent City (surnom de La Nouvelle-Orléans) le 29 août 2005, les amateurs de jazz attendent la réouverture du French Quarter et de Preservation Hall[1]), dont les deux salles de spectacle d'allure modeste sont le sanctuaire du jazz traditionnel (Jazz Nouvelle-Orléans) de La Nouvelle-Orléans depuis 1961.
- Au musée d'État de la Louisiane[2], l'exposition sur le jazz fait découvrir aux visiteurs les instruments de musique de Louis Armstrong, de Bix Beiderbecke et d'autres grands noms des débuts du jazz,
- Le pavillon d'accueil du Parc historique national du jazz[3], situé rue North Peters devrait de nouveau offrir à l'avenir des visites autoguidées et toutes sortes d'informations.

### Kansas City
Dans les années 1920 et 1930, la ville de Kansas City, dans le Missouri, était un haut lieu du jazz - Count Basie, Charlie Parker, Mary Lou Williams et d'autres grands noms s'y sont produits. La visite du vieux quartier du jazz, aux alentours de la 18e rue et de Vine Street, fait revivre l'atmosphère de ces jours passés, dont on ressent particulièrement la nostalgie au musée du jazz et dans l'historique Gem Theater, par exemple.

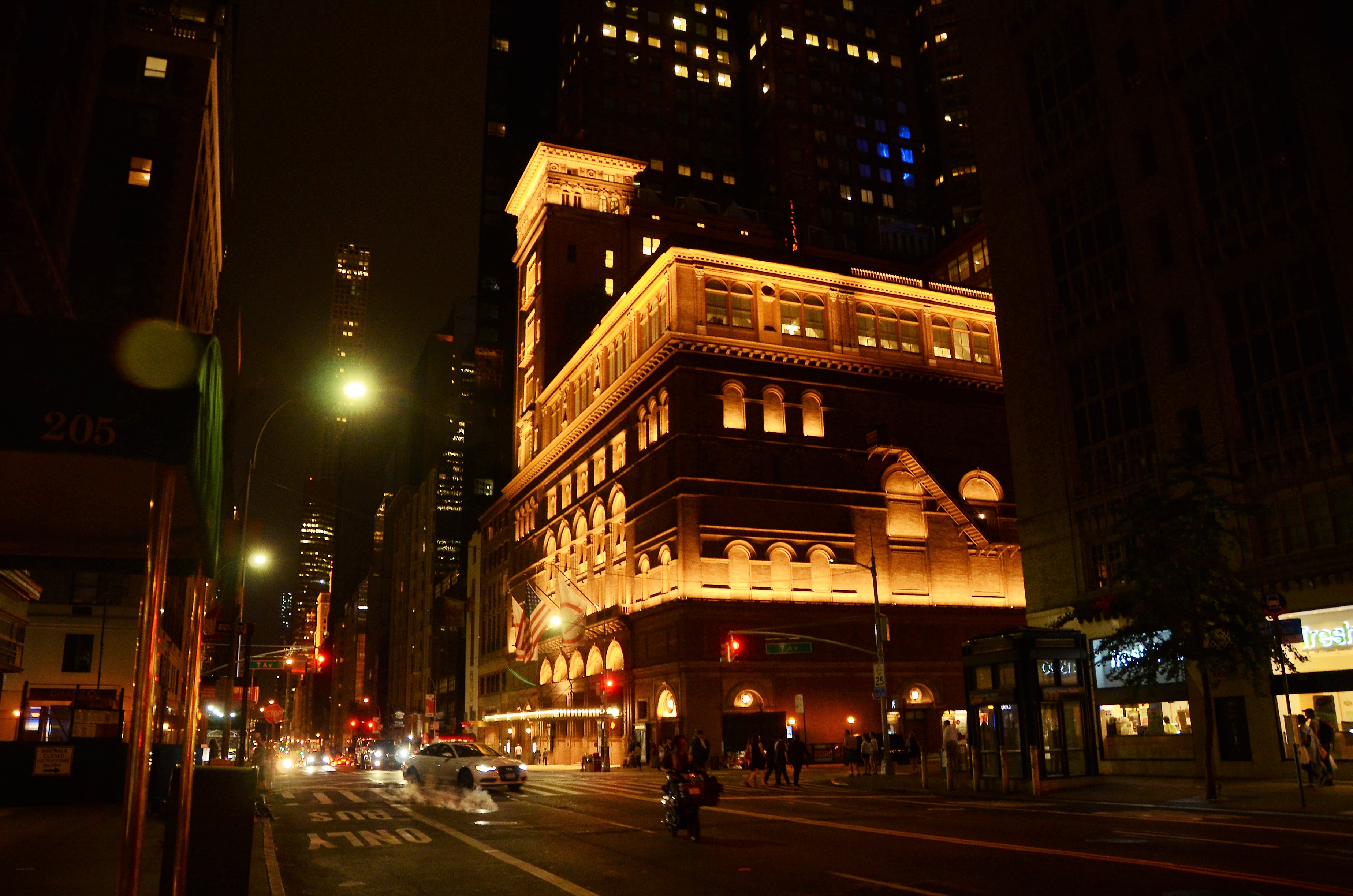
Carnegie Hall de Manhattan à New York, temple institutionnel américain de la musique classique

### New York

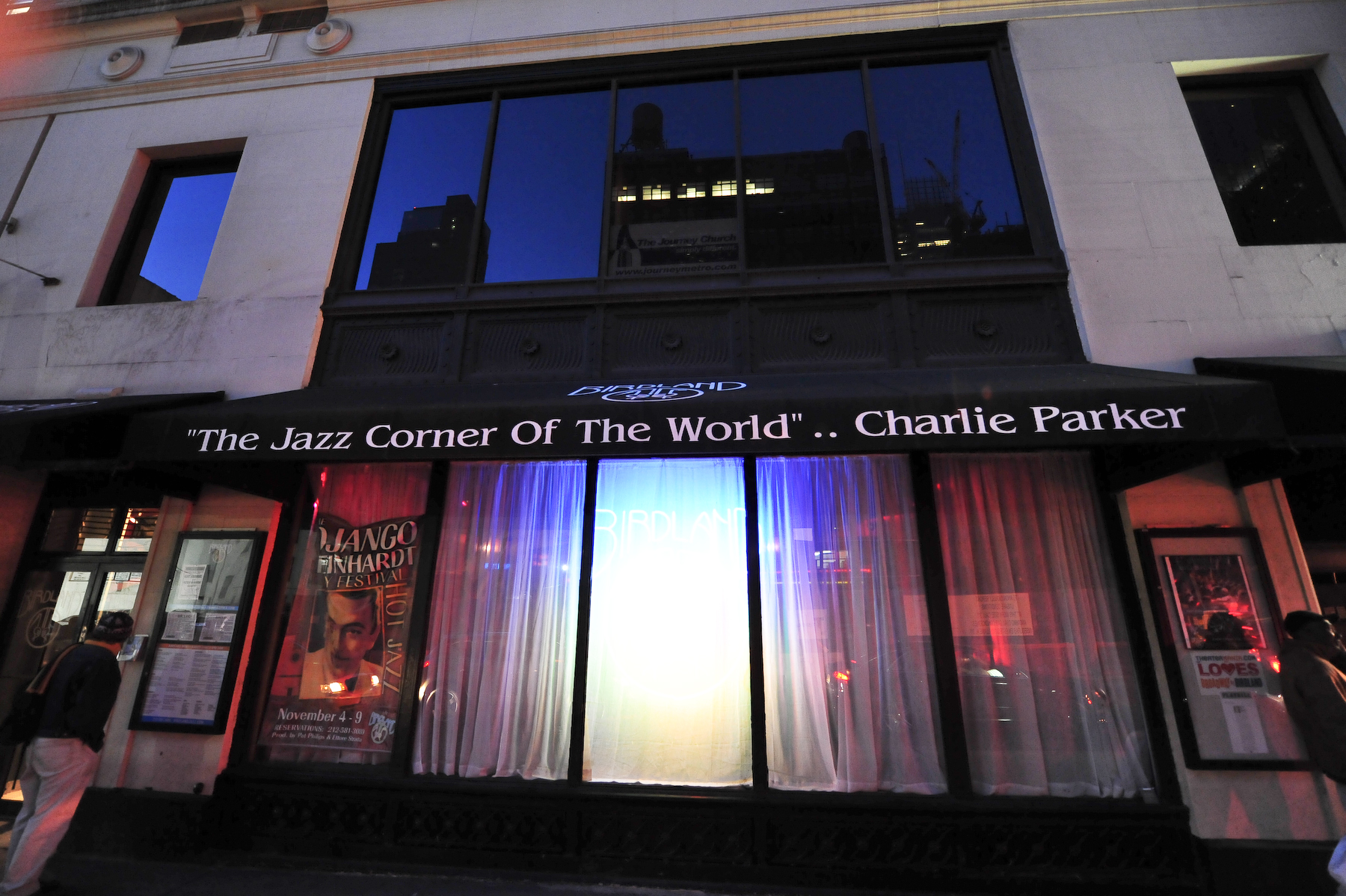
Actuel Birdland de la de Manhattan à New York

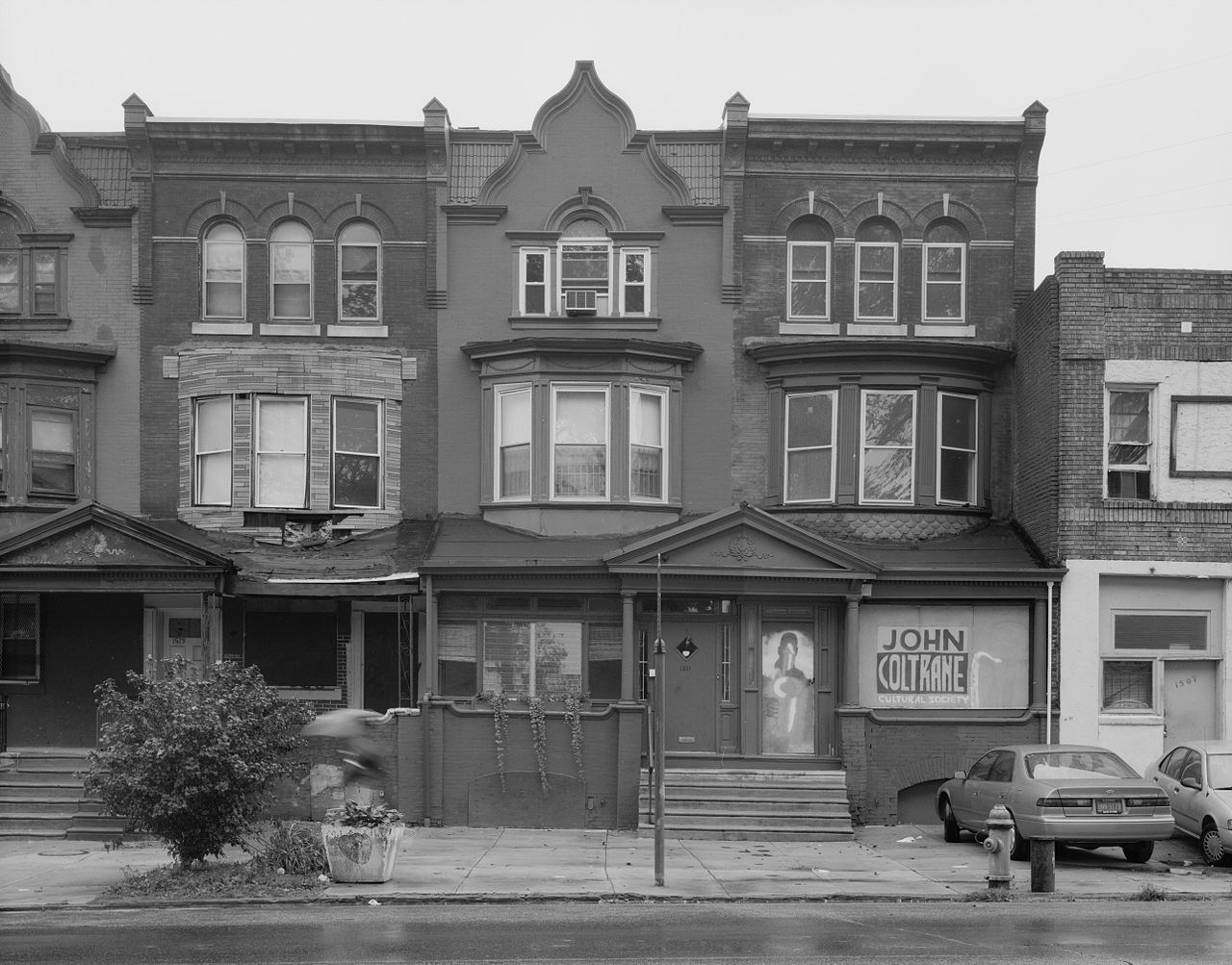
Maison de Philadelphie de John Coltrane

- À New York, les amateurs de jazz de toutes les périodes ont l'embarras du choix entre les nombreux night-clubs historiques de la ville, tels le Village Vanguard, The Blue Note et le Birdland.
- Dans le quartier de Harlem, l'Apollo Theater a accueilli beaucoup de grands noms du jazz, tout comme Carnegie Hall, situé à l'angle de la 57e rue et de la 7e avenue.
- Le dernier né des temples du jazz de la ville est le Jazz at Lincoln Center, immense complexe de 130 millions de dollars, ouvert en octobre 2004, qui contient deux salles de concerts, l'une de 1 200 places et l'autre de 400 places, avec une vue spectaculaire sur Central Park, ainsi qu'un club de 140 places, le Dizzy's Club Coca-Cola.
- Dans le quartier du Queens se trouve la maison musée de Louis Armstrong, de la légende internationale du jazz Louis Armstrong (1901-71), un des musiciens de jazz les plus marquants du pays.

## Le ragtime
Le ragtime, musique syncopée, conçue pour le piano, fait partie de la genèse du jazz.
- Une modeste exposition d'objets ayant appartenu à Scott Joplin, le « roi du ragtime  », attire les visiteurs au State Fair Community College de Sedalia, dans le Missouri, la ville où Joplin a composé son célèbre Maple Leaf Rag. Sedalia accueille chaque année le Festival Scott Joplin de ragtime.
- À Saint-Louis (Missouri), qui est une ville beaucoup plus grande, l'une des maisons où a vécu Scott Joplin a été classée site historique[5].

## Le blues

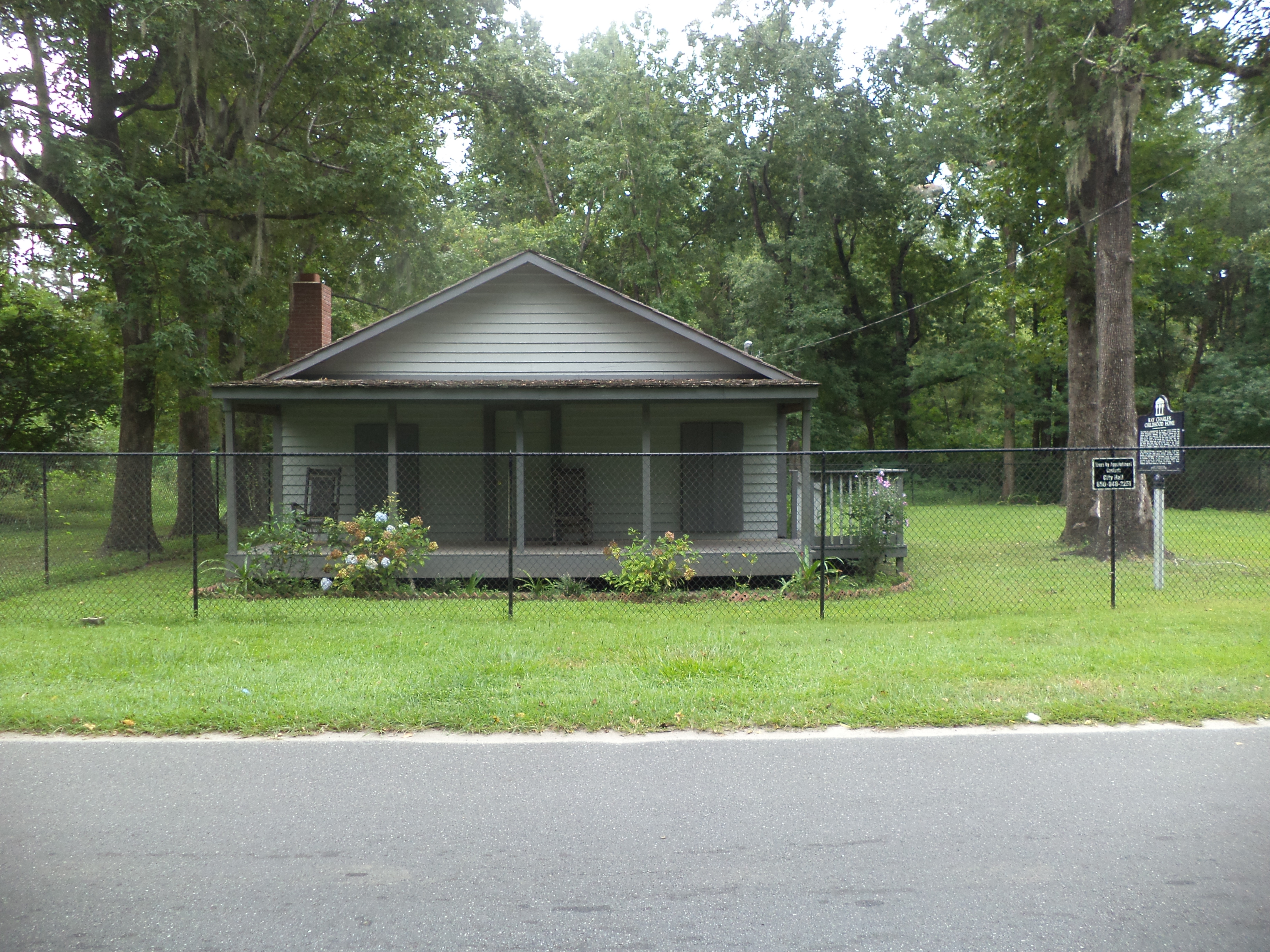
Maison-musée d'enfance de Ray Charles, du 443 avenue Ray Charles à Greenville en Floride

On peut dire que le blues à douze temps est la seule forme musicale qui ait été créée aux États-Unis, et c'est au Mississippi qu'on en attribue généralement la paternité. De fait, cet État a produit beaucoup de grands musiciens de blues, dont Charley Patton, Robert Johnson, Howlin' Wolf, Muddy Waters et B. B. King. La plupart d'entre eux étaient originaires du delta du Mississippi, cette vaste plaine inondable qui longe le fleuve éponyme sur plus de trois cents kilomètres, de Memphis dans le Tennessee à Vicksburg, dans le sud du Mississippi.
Cette région possède trois modestes musées consacrés au blues : 
- le Delta Blues Museum[7], à Clarksdale, Mississippi ;
- le Blues & Legends Hall of Fame Museum[8], à Robinsonville, Mississippi (actuellement - 2010 - fermé en attente de déplacement) ;
- le Highway 61 Blues Museum[9], à Leland, Mississippi. La Highway 61 (U.S. Route 61) est l'« autoroute du blues » (« Blues Highway »), celle qu'empruntèrent les musiciens de blues qui se dirigeaient vers le nord, en direction de Memphis ;
- Dans la célèbre Beale Street (rue Beale)[10] de Memphis, Tennessee, se dresse la statue de W.C. Handy, le compositeur de St. Louis Blues et de The Memphis Blues ; c'est là aussi que se trouve le B.B. King's Blues Club[11].

## La musique bluegrass
Née dans les collines et les vallées des Appalaches, dans l'est des États-Unis, le bluegrass, musique syncopée d'origine rurale qui se caractérise par l'emploi d'instruments à cordes, trouve un public croissant parmi les citadins.
- La ville d'Owensboro, dans le Kentucky, abrite l'International Bluegrass Music Museum[12].
- Bean Blossom, dans l'Indiana, est le site d'un salon de la renommée de moins grande envergure, le Bill Monroe's Bluegrass Hall of Fame, du nom de Bill Monroe, « légende » du bluegrass[13].
- Une route scénique qui traverse le sud-ouest de la Virginie sur 400 kilomètres, appelée « the crooked road »  (« la route tortueuse »)[14], retrace l'héritage musical de cet État en reliant toutes sortes de lieux touristiques, tels le musée Ralph Stanley, le Carter Family Fold, le Blue Ridge Music Center et le Birthplace of Country Music Museum, le musée qui célèbre le lieu de naissance de la country music.

## La musique country

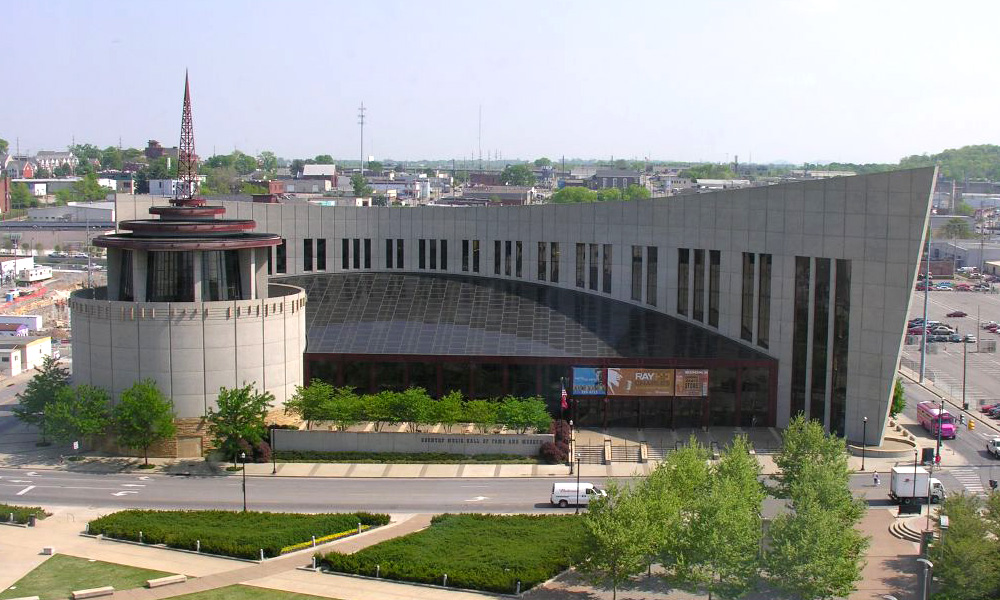
Country Music Hall of Fame de Nashville dans le Tennessee

- Épicentre de la country music, le nom de Nashville, dans le Tennessee, est associé au célèbre spectacle country du Grand Ole Opry, qui est retransmis en direct à la radio tous les vendredis et les samedis soir depuis 1925. Aucune autre émission radiophonique au monde n'a tenu l'affiche aussi longtemps que celle-ci[15],[16].
- Nashville abrite en outre le Country Music Hall of Fame and Museum. Son exposition permanente, intitulée « Sing Me Back Home : A Journey Through Country Music », retrace l'histoire de ce genre musical en s'appuyant sur la riche collection de ce musée qui contient des costumes, des souvenirs, des instruments, des photographies, des documents manuscrits et bien d'autres objets encore.
- De là, le promeneur peut diriger ses pas vers l'historique studio B d'enregistrement de RCA, fréquenté par Elvis Presley, Chet Atkins et d'autres grands artistes, et vers le Hatch Show Print, l'un des plus vieux ateliers d'imprimerie du pays sur les affiches duquel bien des grands noms de la country music ont été mis à l'honneur.
- Nashville est aussi le site du Ryman Auditorium[17], où le Grand Ole Opry a fait ses débuts, et de nombreux endroits qui donnent son charme à la vie nocturne, tel le Bluebird Cafe[18], où l'on découvre les étoiles montantes de la chanson.
- À Meridian, Mississippi, le musée Jimmie Rodgers[19] rend hommage à l'un des piliers de la country music.

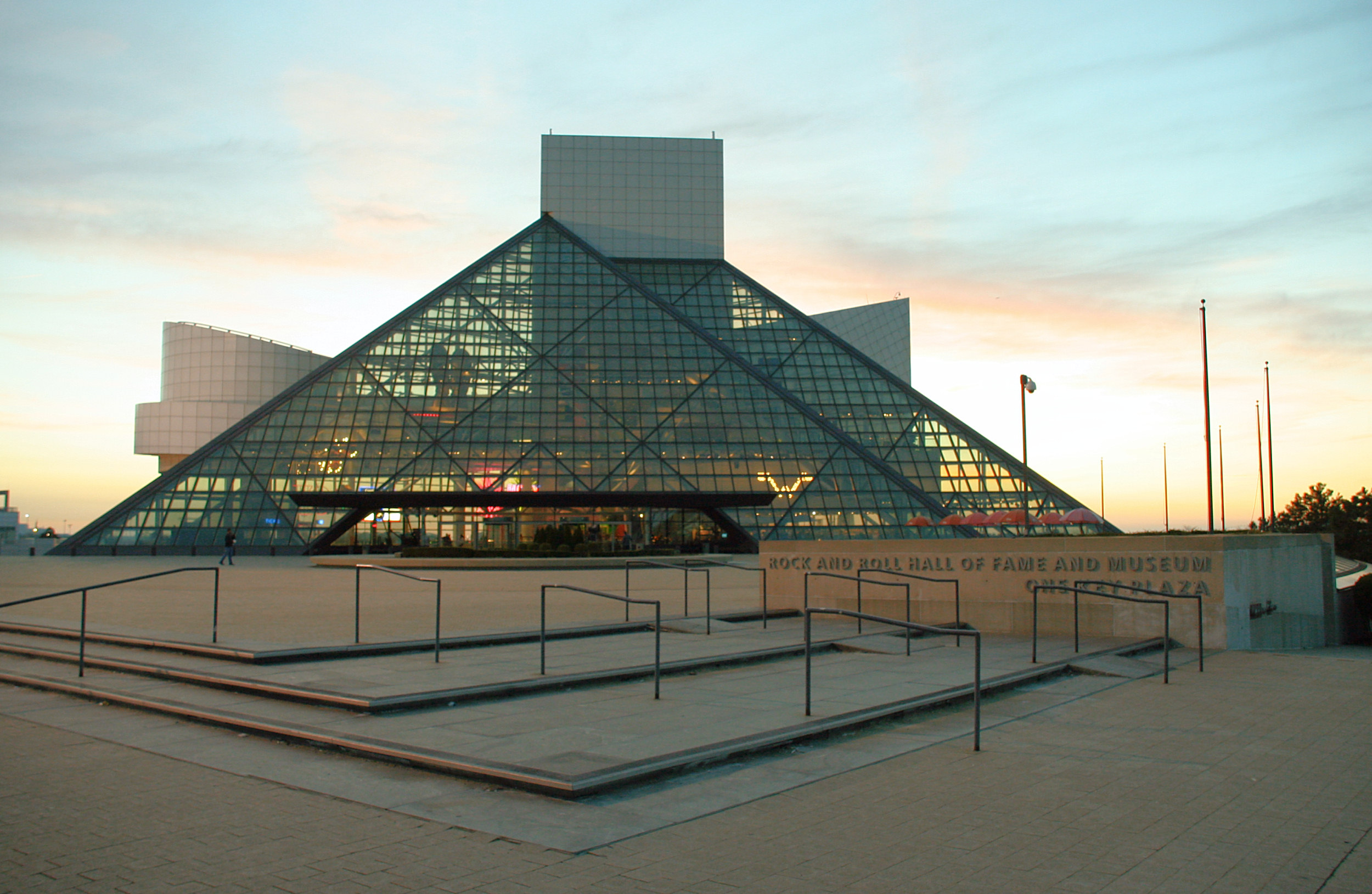
Rock and Roll Hall of Fame de Cleveland dans l'Ohio

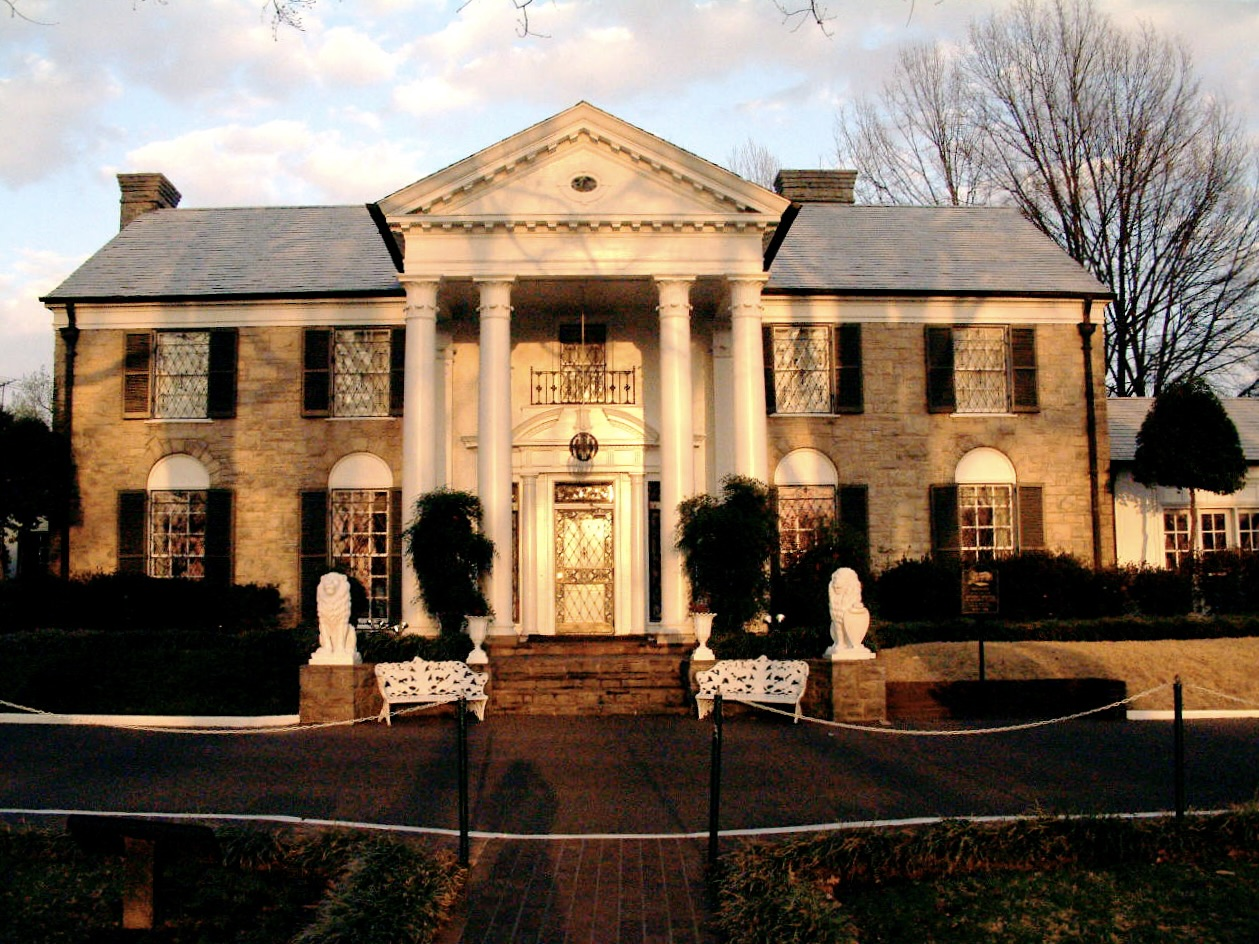
Graceland d'Elvis Presley, de Memphis dans le Tennessee

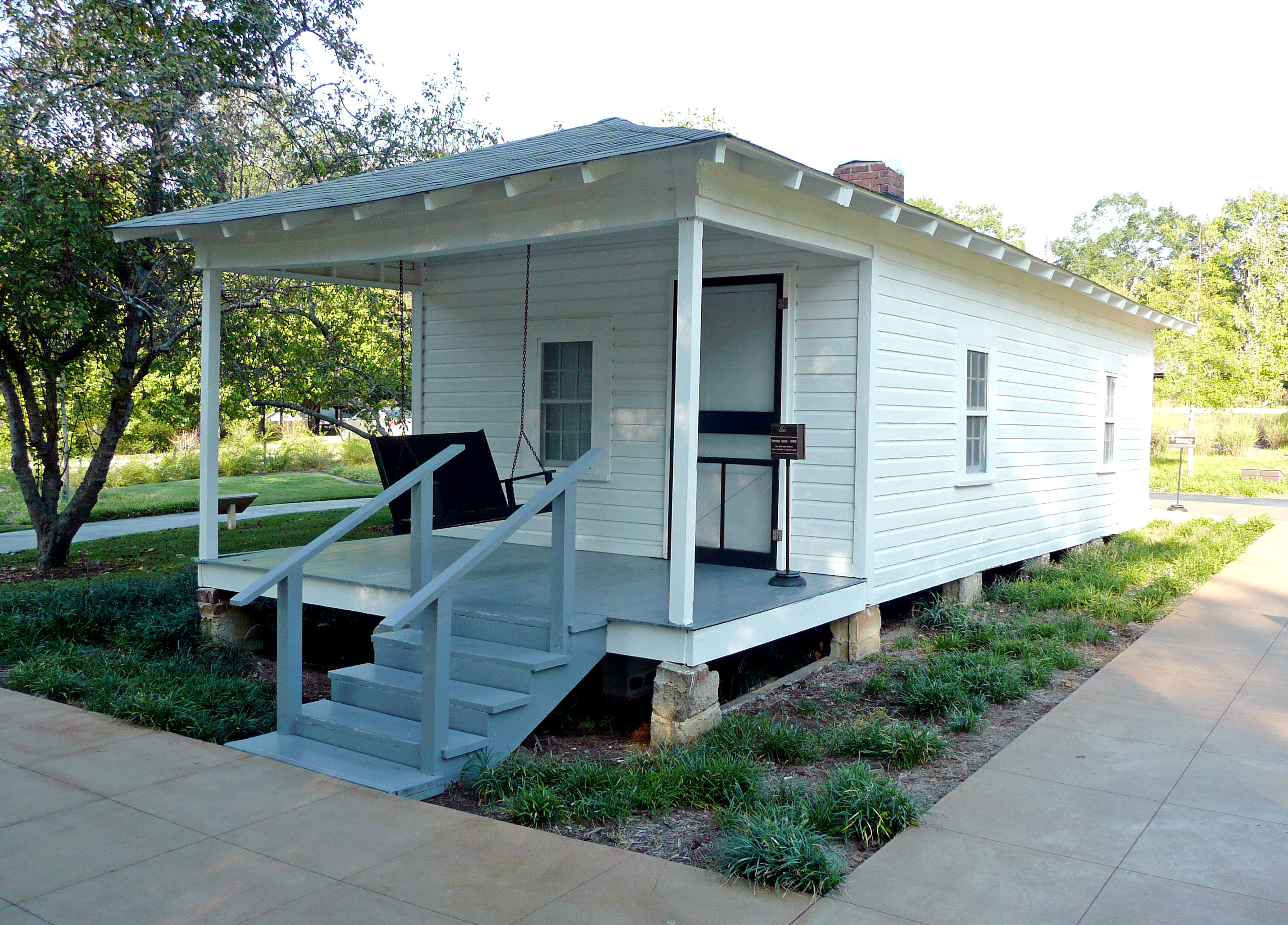
Maison natale d'Elvis Presley, du 306 Elvis Presley Drive, à Tupelo dans le Mississippi,

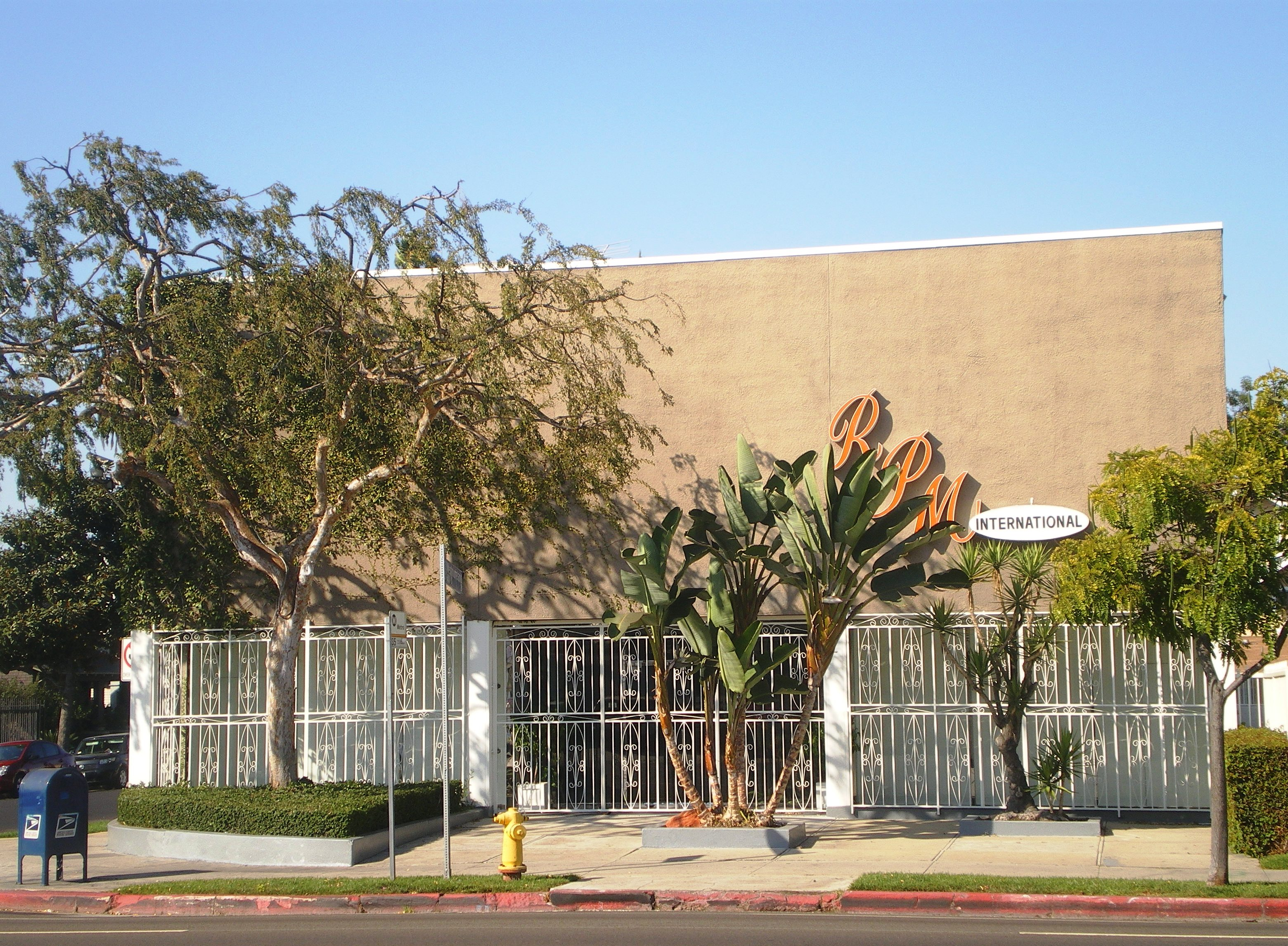
Ray Charles Memorial Library de Los Angeles

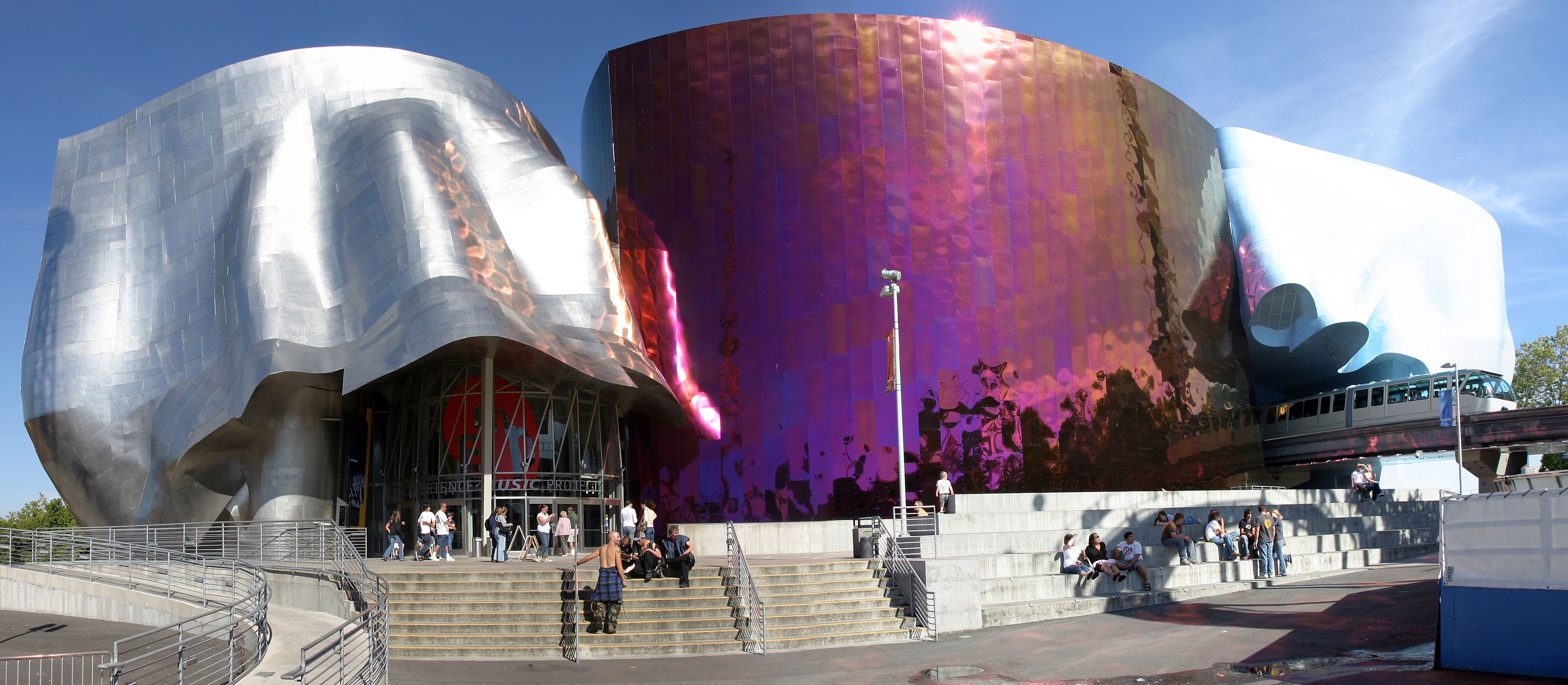
Experience Music Project de Seattle

## Le rock, le rhythm & blues et le soul
Le rock 'n' roll a ébranlé les États-Unis et le reste du monde. Plus de cinquante ans après sa naissance, il continue de fasciner et d'animer des centaines de millions d'auditeurs dans le monde entier.

### Memphis
C'est à Memphis, Tennessee, que se trouvent :
- Graceland, la célèbre propriété d'Elvis Presley (ainsi que sa maison natale d'Elvis Presley de Tupelo dans le Mississippi)
- Le Sun Studio[22], où le « King du rock and roll » a fait ses premiers enregistrements (et que le groupe irlandais de rock U2 a lui-même utilisé dans les années 1980) ;
- Le Stax Museum of American Soul Music[23], qui rend hommage à Stax Records ainsi qu'aux artistes qui ont enregistré des disques sous les labels Hi, Atlantic Records et Muscle Shoals.
- Le Memphis Rock 'n' Soul Museum[24], qui présente une superbe exposition de l'institut Smithsonian qui retrace l'histoire de la ville des années 1920 aux années 1980 à travers le prisme du blues, du rock et de la musique soul.

### Détroit
- La ville de Détroit, dans le Michigan, est le site du Motown Historical Museum[25], qui contient de nombreuses pièces associées aux Supremes, aux Temptations, à Stevie Wonder, à Marvin Gaye, à Aretha Franklin et à d'autres chanteurs de soul qui ont fait des enregistrements pour la maison de disques Motown.
- Les admirateurs de Buddy Holly iront visiter le Buddy Holly Center[26] situé à Lubbock au Texas.

### Autres lieux
- L'imposant Rock and Roll Hall of Fame, qui occupe à Cleveland, dans l'Ohio, tout un bâtiment d'une beauté étonnante que l'on doit au célèbre architecte américain d'origine chinoise I.M. Pei, contient des centaines d'objets et d'échantillons audio-visuels.
- À Seattle, dans l'État de Washington, le Experience Music Project est un musée interactif unique en son genre qui se concentre sur la musique populaire et le rock. Il accueille les visiteurs dans un bâtiment conçu par l'architecte Frank Gehry.

## La musique folk
La plupart des pays ont une musique qui leur est propre. En Europe et aux États-Unis, cette musique populaire est souvent classée dans la catégorie de la musique « folk  ». Elle reste vivante au fil des générations grâce au bouche à oreille, les partitions écrites jouant un rôle secondaire. Souvent, l'origine des chansons et des airs de musique instrumentale est inconnue, et chaque morceau de musique existe sous diverses versions, en fonction de l'oreille, de la voix, du doigté et de la sensibilité de son interprète.
- Pour écouter de la musique folk, la solution la plus facile consiste à se rendre dans l'un des nombreux festivals consacrés à ce genre musical qui ont lieu un peu partout aux États-Unis. Le plus grand est celui qui est organisé tous les ans en juin et en juillet par l'institut Smithsonian[27] au National Mall de Washington DC. Ce festival a fêté son quarantième anniversaire en 2006.

## La musique latino
Chaque nouveau groupe ethnique qui arrive aux États-Unis apporte avec lui ses traditions musicales, lesquelles évoluent tandis qu'elles prennent racines dans un nouveau sol. Les Hispaniques (ou Latinos) constituent aujourd'hui le groupe minoritaire le plus important aux États-Unis et ils pratiquent de nombreuses traditions musicales.

### La musique Mariachi
Aux sons de la trompette, du violon, de la guitare, de la vihuela et du guitarrón, la musique mariachi, originaire du Mexique, est à l'honneur dans bien des endroits du sud-ouest des États-Unis. Le restaurant La Fonda de Los Camperos, sis 2501 Wilshire Boulevard à Los Angeles, est ce qui se rapproche le plus d'un temple de la mariachi : c'est là qu'est né, en 1969, le concept du restaurant-théâtre animé par des musiciens mariachis. Le violoniste Nati Cano, chef du groupe de musiciens qui se produisaient dans cet établissement, a reçu la plus haute récompense que décerne le gouvernement des États-Unis dans le domaine des arts folkloriques et traditionnels, et son invention du restaurant-théâtre mariachi a fait tache d'huile dans d'autres villes, dont Tucson (Arizona), Santa-Fe (Nouveau-Mexique) et San Antonio (Texas).

### La salsa
La salsa, musique rythmée que les émigrés cubains et portoricains ont apportée aux États-Unis, fait danser le public dans les discothèques de New York, de Miami et d'autres villes cosmopolites. Le musée national d'histoire américaine, sis à Washington DC, qui s'insère dans l'institut Smithsonian, a présenté en 2005 une exposition consacrée à la vie et à la musique de Celia Cruz, la reine de la salsa.

## La musique cadienne
- Le Prairie Acadian Cultural Center[29],[30], situé à Eunice, Louisiane, à environ trois heures de route à l'ouest de La Nouvelle-Orléans, retrace l'histoire du peuple cadien, qui vint s'installer dans la région après avoir été expulsé du Canada dans les années 1750, ainsi que celle de sa musique et de sa culture résolument francophones.
- Le Liberty Theater[31], tout proche, est le site d'une émission radiophonique diffusée en direct tous les samedis soir : c'est le rendez-vous des Cadiens qui, deux heures durant, donne droit d'antenne à des orchestres de musique cadienne et zydeco ainsi qu'à des chanteurs solistes et à des humoristes cadiens. En outre, Eunice est la ville qui accueille le Hall of Fame de la musique cadienne (Cajun Music Hall of Fame[32]), et la Louisiana State University administre un site web consacré aux artistes contemporains de musique créole, zydeco et cadienne.

## Les musées d'instruments de musique

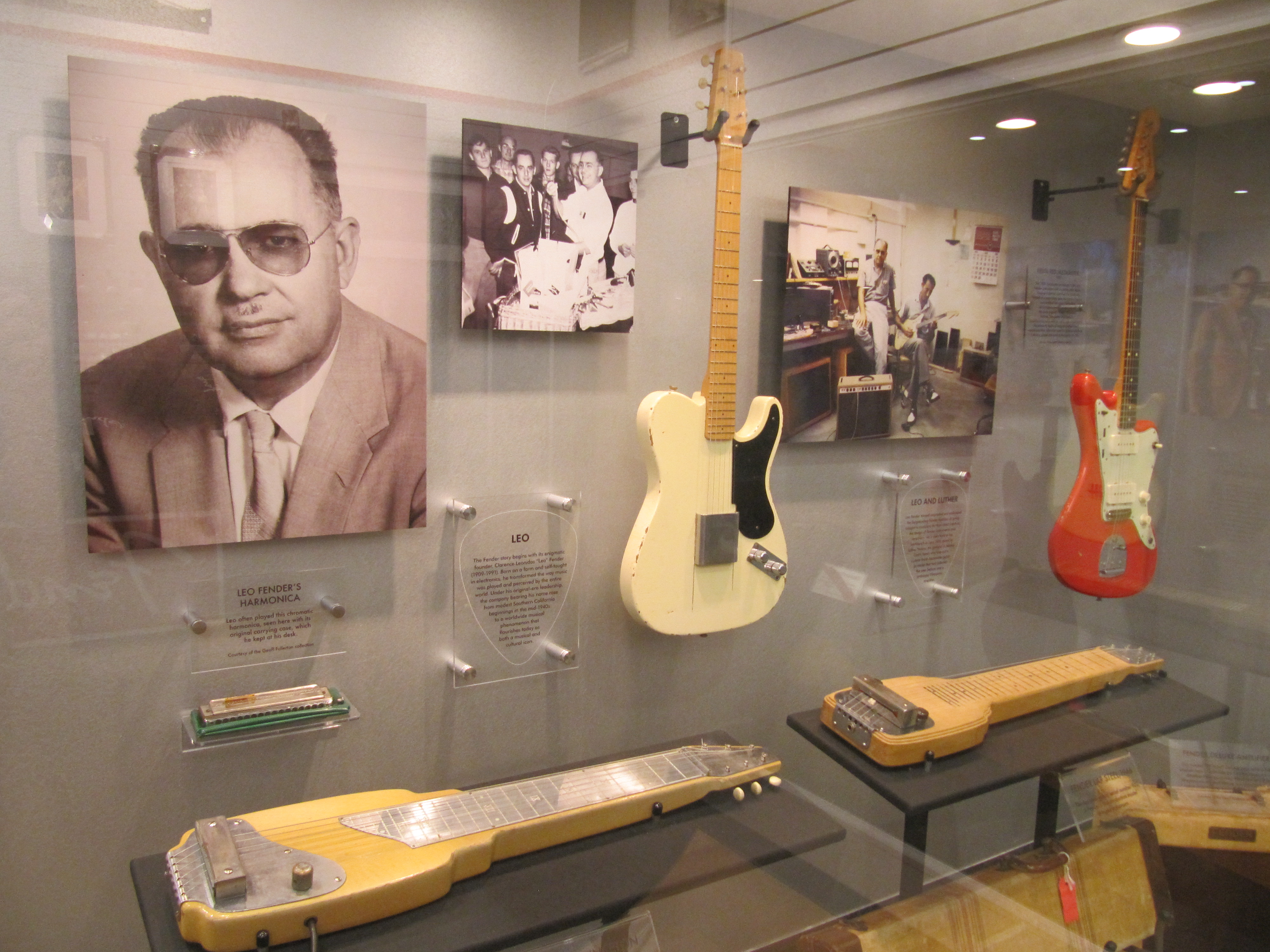
Fender Guitar Factory museum de Corona (Californie)

- Le Metropolitan Museum of Art de New York expose en tant qu'œuvres d'art des instruments de musique aujourd'hui rares.
- Le musée national d'histoire américaine de la Smithsonian Institution, situé à Washington DC, contient toutes sortes de rares instruments de musique, dont des Stradivarius savamment décorés ainsi que des pianos, des clavecins et des guitares. En outre, on peut y découvrir une exposition consacrée à Ella Fitzgerald et une autre à Duke Ellington.
- À Carlsbad en Californie, pas très loin de San Diego, un musée de la musique, le Museum of Making Music[33], expose plus de cinq cents instruments et échantillons audio et vidéo interactifs.
- Le musée Fender Guitar Factory museum de la musique et des arts[34], situé à Corona, à 80 km au sud-est de Los Angeles, présente une exposition sur les cinquante ans d'existence de la guitare électrique Fender.
- À Vermillon, dans les grandes plaines du Dakota du Sud, le National Music Museum[35] expose 750 instruments de musique.